# Tipula (Sinotipula) rondaniana
Tipula (Sinotipula) rondaniana is een tweevleugelige uit de familie langpootmuggen (Tipulidae). De soort komt voor in het Oriëntaals gebied.